# CP865
CP865 (Code page 865, CP 865, IBM 865, OEM 865) je znaková sada používaná pod operačním systémem MS-DOS pro psaní severskými jazyky (kromě islandštiny, pro kterou se používá CP861).
CP865 se liší od CP437 jen ve dvou bodech: 0x9B (ø místo ¢) a 0x9D (Ø místo ¥). Písmena Øø jsou potřeba pro dánštinu a norštinu.
V BBS programu MBBS a jeho následníkovi BBBS, CP865 se označovalo jako IBN (na rozdíl od IBM, které bylo použito pro CP437).

## Rozložení znaků v sadě
Je zobrazena pouze horní polovina tabulky (kódy 128 až 255), spodní polovina (0–127) je obyčejná kódová tabulka ASCII.
| ## | .0     | .1     | .2     | .3     | .4     | .5     | .6     | .7     | .8     | .9     | .A     | .B     | .C     | .D     | .E     | .F     |
| -- | ------ | ------ | ------ | ------ | ------ | ------ | ------ | ------ | ------ | ------ | ------ | ------ | ------ | ------ | ------ | ------ |
| 8. | Ç C7   | ü FC   | é E9   | â E2   | ä E4   | à E0   | å E5   | ç E7   | ê EA   | ë EB   | è E8   | ï EF   | î EE   | ì EC   | Ä C4   | Å C5   |
| 9. | É C9   | æ E6   | Æ C6   | ô F4   | ö F6   | ò F2   | û FB   | ù F9   | ÿ FF   | Ö D6   | Ü DC   | ø F8   | £ A3   | Ø D8   | ₧ 20A7 | ƒ 192  |
| A. | á E1   | í ED   | ó F3   | ú FA   | ñ F1   | Ñ D1   | ª AA   | º BA   | ¿ BF   | ⌐ 2310 | ¬ AC   | ½ BD   | ¼ BC   | ¡ A1   | « AB   | ¤ A4   |
| B. | ░ 2591 | ▒ 2592 | ▓ 2593 | │ 2502 | ┤ 2524 | ╡ 2561 | ╢ 2562 | ╖ 2556 | ╕ 2555 | ╣ 2563 | ║ 2551 | ╗ 2557 | ╝ 255D | ╜ 255C | ╛ 255B | ┐ 2510 |
| C. | └ 2514 | ┴ 2534 | ┬ 252C | ├ 251C | ─ 2500 | ┼ 253C | ╞ 255E | ╟ 255F | ╚ 255A | ╔ 2554 | ╩ 2569 | ╦ 2566 | ╠ 2560 | ═ 2550 | ╬ 256C | ╧ 2567 |
| D. | ╨ 2568 | ╤ 2564 | ╥ 2565 | ╙ 2559 | ╘ 2558 | ╒ 2552 | ╓ 2553 | ╫ 256B | ╪ 256A | ┘ 2518 | ┌ 250C | █ 2588 | ▄ 2584 | ▌ 258C | ▐ 2590 | ▀ 2580 |
| E. | α 3B1  | ß DF   | Γ 393  | π 3C0  | Σ 3A3  | σ 3C3  | µ B5   | τ 3C4  | Φ 3A6  | Θ 398  | Ω 3A9  | δ 3B4  | ∞ 221E | φ 3C6  | ε 3B5  | ∩ 2229 |
| F. | ≡ 2261 | ± B1   | ≥ 2265 | ≤ 2264 | ⌠ 2320 | ⌡ 2321 | ÷ F7   | ≈ 2248 | ° B0   | ∙ 2219 | · B7   | √ 221A | ⁿ 207F | ² B2   | ■ 25A0 | A0     |